# 休士頓美術館
休士頓美術館（Museum of Fine Arts, Houston，MFAH）座落於德州休士頓的休士頓博物館區（Houston Museum District），是美國最大的美術館之一。館藏總數逾六萬四千件，并涵蓋歷史長達六千餘年。在為期八年的馆区重建工程後，南希與里奇·金德大樓（Nancy and Rich Kinder Building）於2020年正式啟用。 
除了豐富的館藏以外，休士頓美術館還提供多元的活動、出版品、工作坊以及數位館藏，為大休士頓地區增添了濃厚的藝文氣息。2023年，該館接待超過90萬名訪客，成為美國參觀人數第20多的博物館。

## 设施

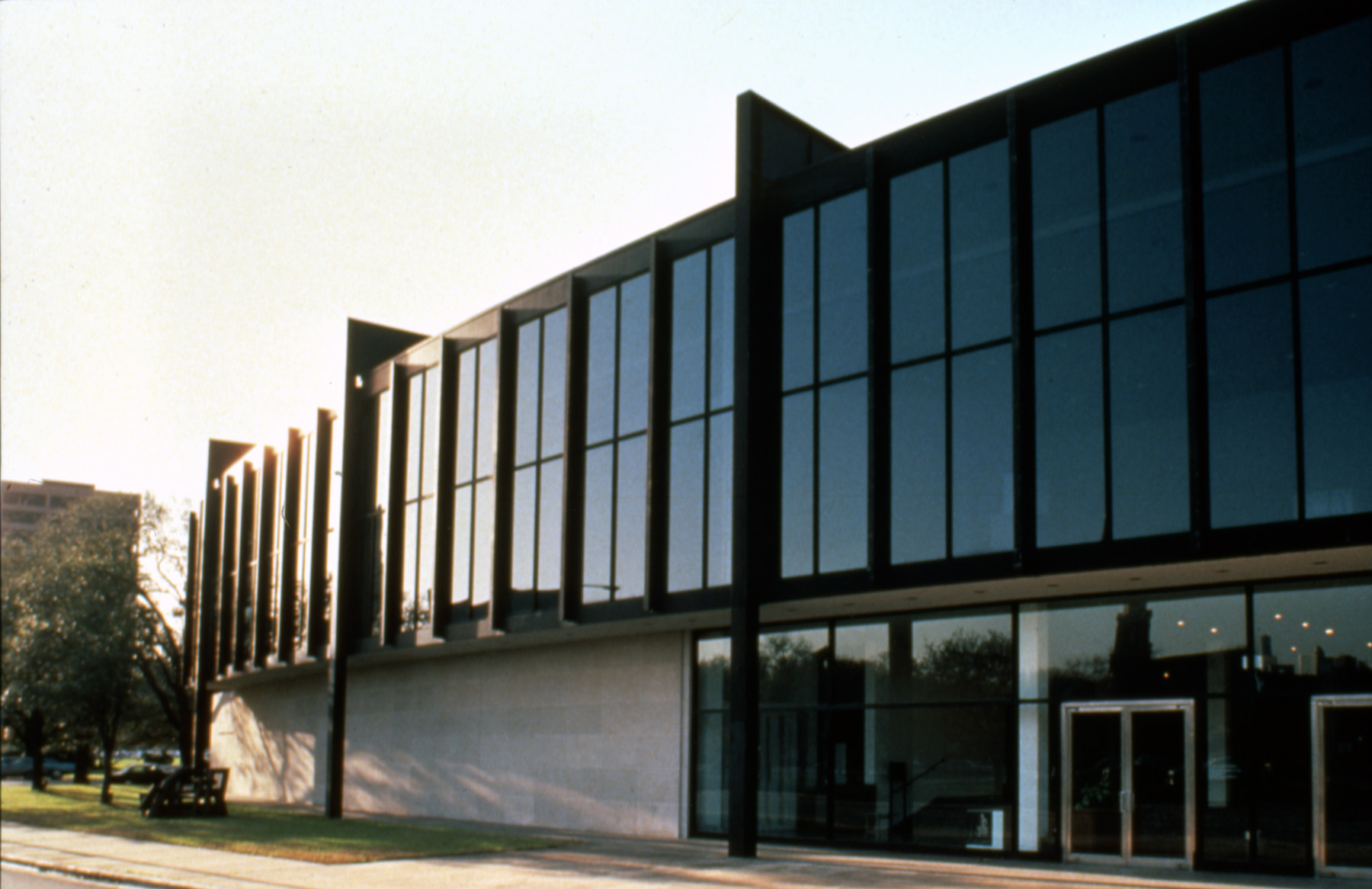
Caroline Wiess Law大樓

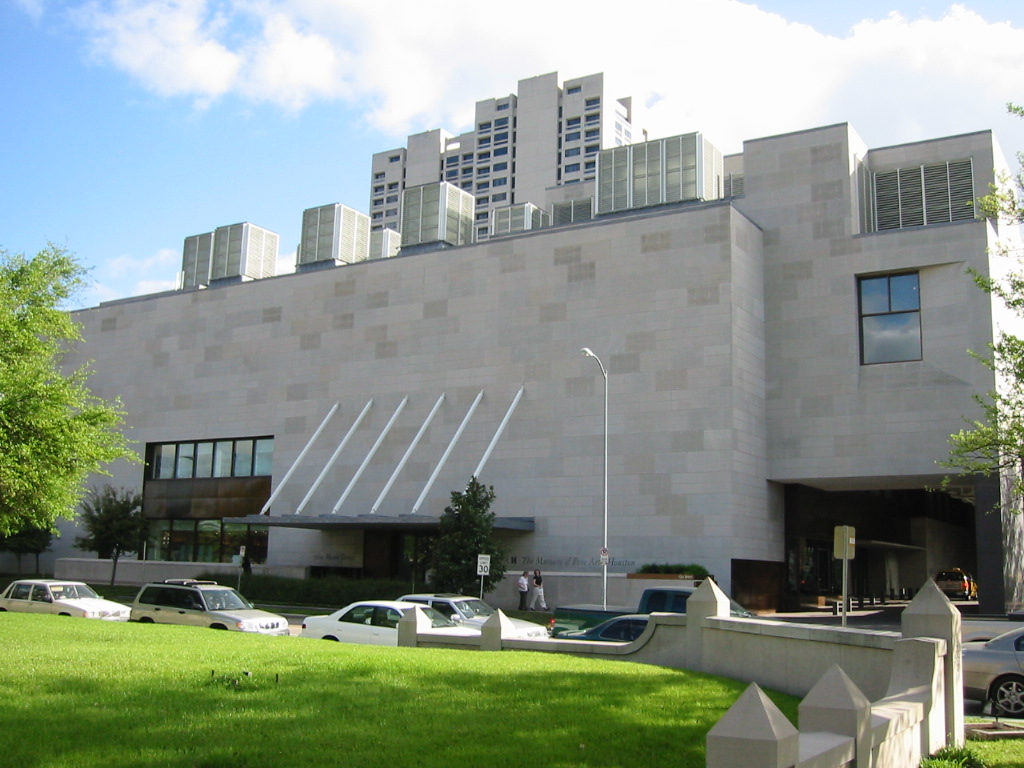
Audrey Jones Beck大樓

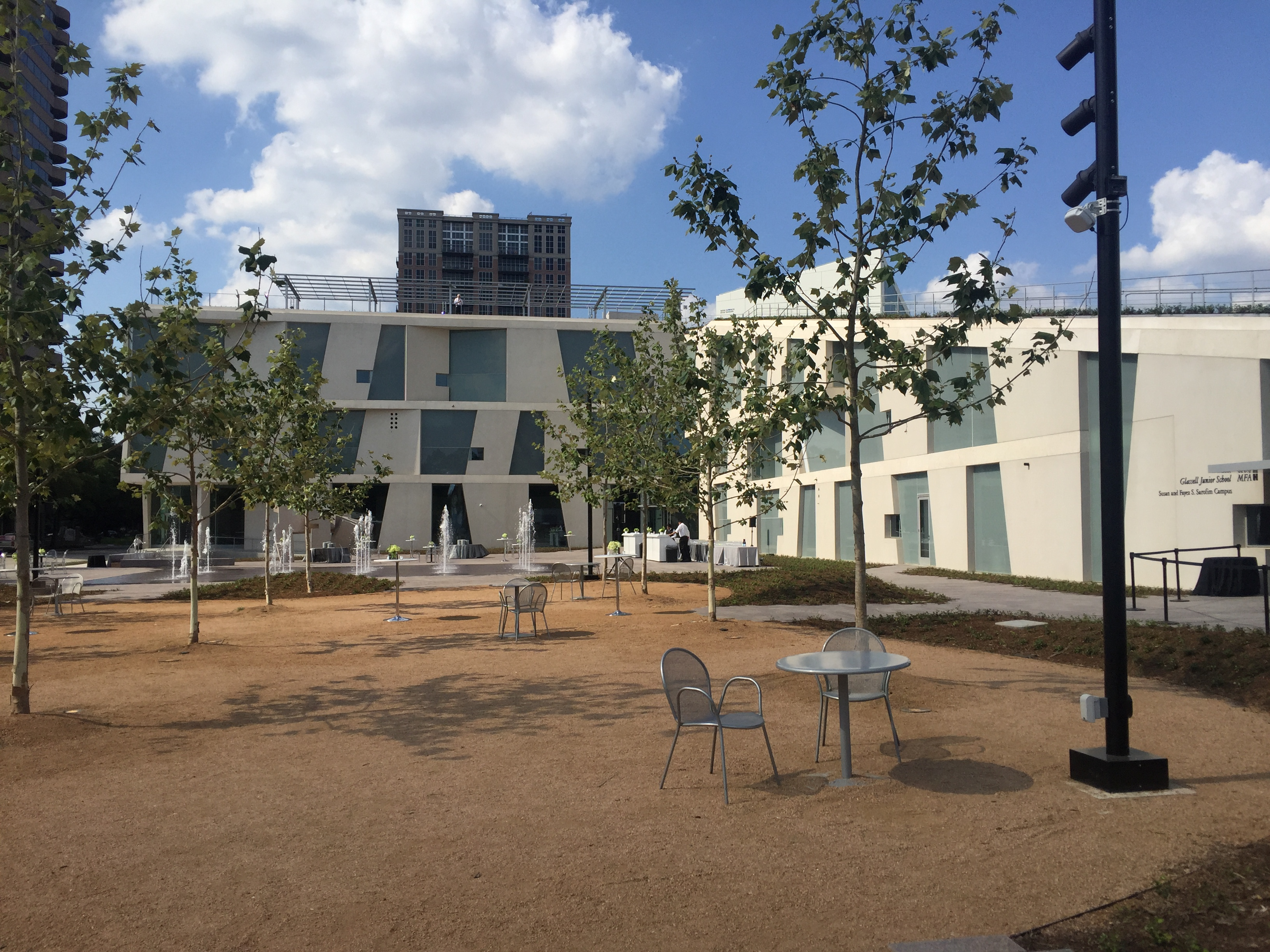
格拉塞爾藝術學校

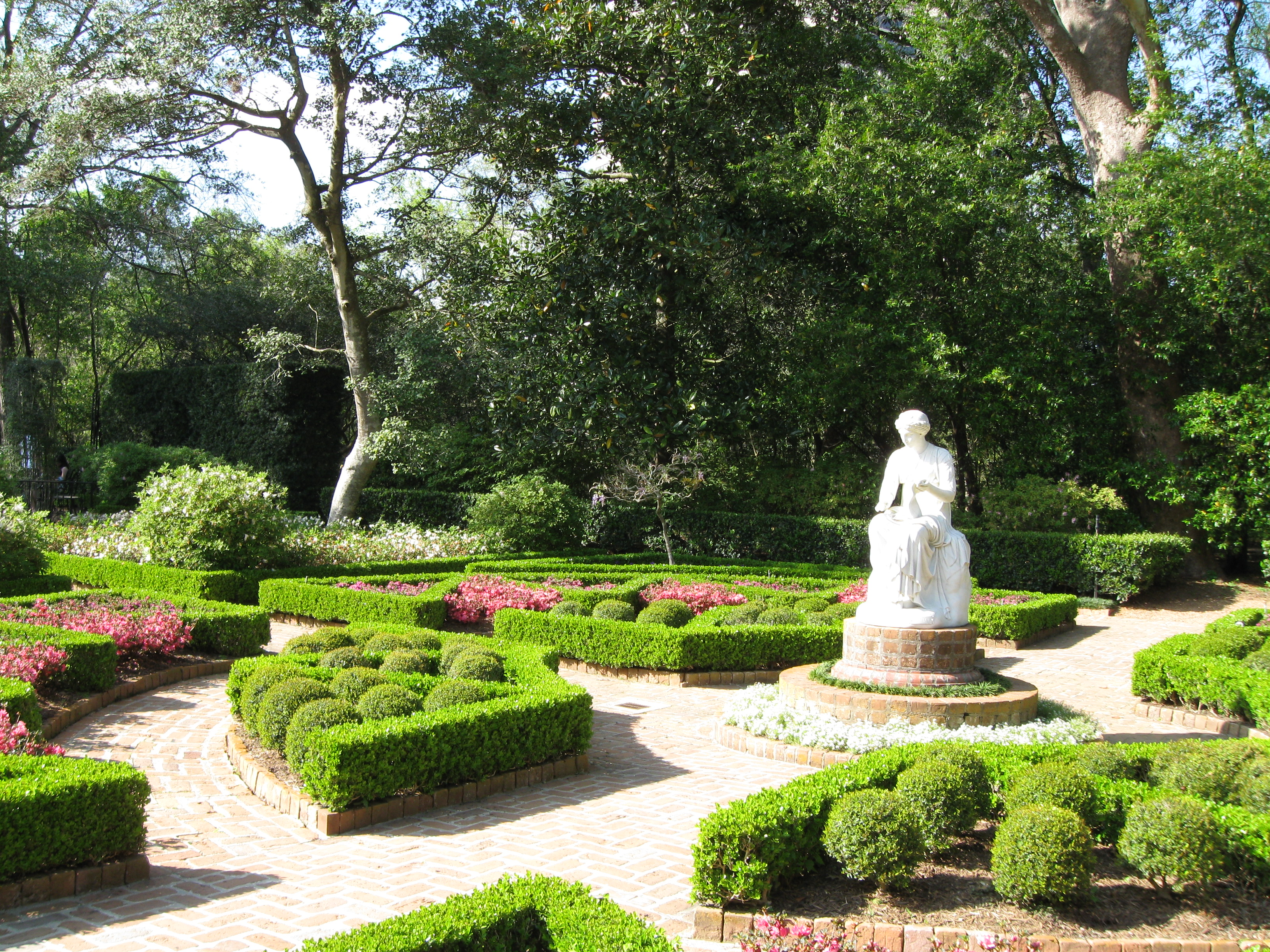
伊玛·霍格捐赠的河口弯（Bayou Bend）花园

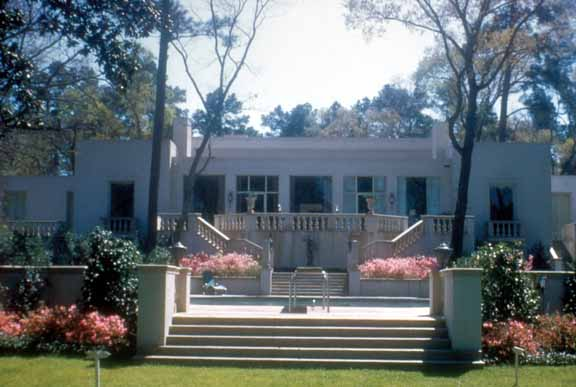
黎恩济（Rienzi）宅邸博物館

休士頓美術館（MFAH） 的永久藏品總數接近 70,000 件，展覽空間超过300,000平方英尺（28,000平方）展览空间 。该博物馆的藏品和各项活动分散在九所设施之中，其中七所位於蘇珊與法耶茲·沙羅芬館區（Susan and Fayez S. Sarofim Campus）內，佔地約14英畝；剩下的河口弯（Bayou Bend）與黎恩济宅邸博物館（Rienzi）则位于馆区外  。公眾主要參觀的展覽位于 Law大楼、Beck大楼与Kinder大楼；其中Law与Beck大楼合計提供超過13萬平方英尺（約12,000平方公尺）的展覽面積。 

### 蘇珊與法耶茲·沙羅芬館區
- 卡羅琳·魏斯·勞大樓（Caroline Wiess Law Building）是由建築師威廉·沃德·瓦特金（William Ward Watkin）分階段設計的新古典主義建築。主體建築於1924年落成，並在1926年增建東翼與西翼。及后亦扩建了羅伯特·李·布拉弗紀念翼樓（Robert Lee Blaffer Memorial Wing）。该附属地区由肯尼斯·法蘭茲海姆（Kenneth Franzheim）設計，并在1953年對外開放。新建工程亦包括對多個既有展廳的重要結構升級，例如空調系統的改善。在1958年和1974年，展馆再分别扩建了庫里南廳（Cullinan Hall）與布朗展廳（Brown Pavilion）。这两个展厅均出自現代建築大師路德維希·密斯·凡德羅之手，也是全美唯一由密斯設計的博物館建築。卡羅琳·魏斯·勞大樓主要用於展出臨時展覽與巡迴展覽，亦收藏並展示伊斯蘭藝術、大洋洲與澳洲藝術、亞洲藝術、印尼黃金工藝品、以及中美洲與撒哈拉以南非洲藝術等。馆内设有由博物館董事長阿爾弗雷德·C·格拉塞爾二世（Alfred C. Glassell Jr.）捐贈的格拉塞爾非洲黃金典藏（Glassell Collection of African Gold），乃同類展览中藏品規模最大的。[9]此外，大樓內的尼蒂卡與佩爾尚特·梅塔印度藝術空間（Nidhika and Pershant Mehta Arts of India）為休士頓市內唯一專門展示印度藝術與文化的展區[10]。

- 奧黛麗·瓊斯·貝克大樓（Audrey Jones Beck Building）由普立茲克建築獎得主拉斐爾·莫內歐（Rafael Moneo）設計，於2000年對外開放。[11]為表彰奧黛麗·瓊斯·貝克（Audrey Jones Beck）向博物館的大量捐贈，館方理事會決議以其姓名為大樓命名。貝克大樓展出古代文物、歐洲藝術、1900年以前的美國藝術与印象派作品等的永久馆藏，亦在下層定期舉辦攝影、版畫與素描的巡迴展覽與臨時展覽。
- 南希與里奇·金德大樓（Nancy and Rich Kinder Building）為休士頓美術館的最新擴建項目之一。2012年，博物館委託史蒂文·霍爾建築事務所（Steven Holl Architects）設計一座面積達164,000平方英尺（約15,200平方米）的新建築，主要用於展示1900年以後的藝術品[12]。該館於2020年11月正式對外開放，坐落於勞大樓以北、佔地兩英畝。除了展廳外，館內設有劇院、餐厅、咖啡廳，以及分佈於建築周邊的七座小型花園與映水池。2021年，Bastion Collection在大樓內開設Le Jardinier，這是一間由米其林星級主廚阿蘭·維爾澤羅利（Alain Verzeroli）主理的法式現代餐廳，主打高品質、當季食材。同時亦設有靈感來自義大利料理的Cafe Leonelli[12][13][14]。
- 莉莉與休·羅伊·卡倫雕塑花園（The Lillie and Hugh Roy Cullen Sculpture Garden）於1986年啟用，由出生於美國的藝術家暨景觀建築師野口勇設計。該雕塑花園展出超過二十五件來自十九至二十一世紀的雕塑作品，藏品來自休士頓美術館及其他主要藝術機構。
- 格拉塞爾藝術學校（Glassell School of Art）創立於1979年。原校舍由建築師S. I. Morris設計，現已拆除。2014年，學校委託史蒂文·霍爾（Steven Holl）設計一座L形新建築，特色為一座斜坡式露天劇場通向可步行的屋頂花園[15]。面積達80,000平方英尺（約7,400平方米），设有一座大型地下停車場，並面向雕塑花園，提供額外戶外空間以舉辦教學活動與表演[16]。藝術學校透過成人工作室學院、格拉塞爾青少年學院、社區橋梁計劃、青少年專屬課程與駐館藝術家核心計劃，向不同年齡、興趣與背景的學習者提供多元課程、工作坊與教育機會。
- 中央行政與格拉塞爾青少年藝術學校大樓（Central Administration and Glassell Junior School of Art Building）於1994年啟用，由德州建築設計師卡洛斯·希門尼斯（Carlos Jimenez）設計。該建築是博物館的行政大楼，亦為格拉塞爾青少年藝術學校的所在地。休士頓美術館是全美唯一擁有專門為兒童藝術教育設立獨立建築的博物館設施[17]。
- 莎拉·坎貝爾·布拉弗基金會文物修復中心（The Sarah Campbell Blaffer Foundation Center for Conservation）為一座面積達37,864平方英尺的文物修復中心，由Lake-Flato建築事務所設計，於2018年完工。中心設有多間修復實驗室與工作室。該設施不對公眾開放[18]。

### 其他建筑
- 河口弯典藏馆和花园（Bayou Bend Collection and Gardens）專門展示美國裝飾藝術與家具收藏。 該館是博物館终身受托人伊玛·霍格的故居，由建筑师约翰·F·斯托布 (John F. Staub) 于 1927 年设计。霍格小姐于 1957 年將宅邸捐贈予休士頓美術館，並於1962年再捐贈其收藏，包括繪畫、家具、陶瓷、玻璃器皿、金屬工藝與紡織品。 Bayou Bend 于 1966 年正式啟用并對外開放。占地14英畝（57,000平方）的正式庭園和林地花园主要展示17世紀至19世紀中葉的美國裝飾艺术與美術品，為美國歷史藝術的重要見證場所。
- 黎恩济（Rienzi）是專門展出歐洲裝飾藝術的宅邸博物館，里恩齐由卡罗尔·斯特林·马斯特森（Carroll Sterling Masterson）和哈里斯·马斯特森三世 （Harris Masterson III）於1991年捐贈予博物館。該宅邸以哈里斯先生的祖父─里恩齊·約翰斯頓（Rienzi Johnston）命名，周遭为休斯顿River Oaks 街区，佔地約4.4英畝（約18,000平方公尺）。该建筑由同为Bayou Bend的设计者─约翰·F·斯托布 (John F. Staub) ─在 1952 年设计，并于于 1954 年竣工。从 20 世纪 50 年代到 90 年代中期，它既是馬斯特森家族的住宅，亦是休士頓市民與慈善活動的重要據點。马斯特森先生去世后，休士頓美術館將該宅邸改建為博物館，並於1999年正式對外開放 [19]。

## 外部連結
- 官方网站
- Photographs from the Museum of Fine Arts, Houston （页面存档备份，存于）, hosted by the Portal to Texas History （页面存档备份，存于）.
- International Center for the Arts of the Americas at MFAH